# Stazione di Casalbuttano
Stazione di Casalbuttano vasútállomás Olaszországban, Lombardia régióban, Casalbuttano ed Uniti településen.

## Vasútvonalak
Az állomást az alábbi vasútvonalak érintik:
- Treviglio–Cremona-vasútvonal

## Kapcsolódó állomások
A vasútállomáshoz az alábbi állomások vannak a legközelebb:
- Stazione di Olmeneta (Treviglio–Cremona-vasútvonal, délkelet)
- Stazione di Soresina (Treviglio–Cremona-vasútvonal, nyugat)